# Вулиця Ранкова
Вулиця Ранкова — вулиця у Залізничному районі міста Львова, у місцевості Скнилівок. Сполучає вулицю Кульпарківську з вулицями Симона Петлюри та Садовою Прилучається вулиця Листова.

## Історія
Вулиця виникла на початку XX століття у складі передміського селища Скнилівок. У 1936 році отримала назву вулиця Снядовськєго, на честь польського військовика, полковника артилерії Війська Польського, учасника українсько-польської війни 1918—1919 років Марцелія Ястшембець-Снядовського (1878—1927). За радянських часів, у липні 1944 року, назву вулиці уточнили на Снядовського. Після приєднання селища міста у 1952 році, вулиці колишнього селища були перейменовані або ж новоутвореним вулицям надавалися певні назви. Так, ще у 1950 році вулиця отримала сучасну назву Ранкова.

## Забудова
Забудова вулиці Ранкової — одноповерховий конструктивізм та одноповерхова садибна забудова 1930-х років, нові індивідуальні забудови. 